# Mogrus leucochelis
Mogrus leucochelis är en spindelart som beskrevs av Pietro Pavesi 1897. Mogrus leucochelis ingår i släktet Mogrus och familjen hoppspindlar. Inga underarter finns listade i Catalogue of Life.